# Nogometna liga Centar Varaždin 1968./69.
Nogometna liga Centar Varaždin (Liga Centra Varaždin; Varaždinska nogometna liga) za sezonu 1968./69. je predstavljala ligu četvrtog stupnja nogometnog prvenstva Jugoslavije. 
 Sudjelovalo je 10 klubova, a prvak je bila "Sloboda" iz Varaždina.

## Ljestvica
| mj. | klub                 | ut. | pob. | ner. | por. | gol+ | gol- | bod |
| --- | -------------------- | --- | ---- | ---- | ---- | ---- | ---- | --- |
| 1.  | Sloboda Varaždin     | 18  | 12   | 5    | 1    | 60   | 19   | 29  |
| 2.  | Trnje Trnovec        | 18  | 10   | 4    | 4    | 53   | 35   | 24  |
| 3.  | Udarnik Kućan Gornji | 18  | 10   | 3    | 5    | 51   | 28   | 23  |
| 4.  | Podravina Ludbreg    | 18  | 9    | 2    | 7    | 42   | 34   | 22  |
| 5.  | Ivančica Ivanec      | 18  | 7    | 4    | 7    | 48   | 30   | 18  |
| 6.  | Mladost Varaždin     | 18  | 6    | 6    | 6    | 38   | 38   | 18  |
| 7.  | Marof (Novi Marof)   | 18  | 5    | 6    | 7    | 28   | 32   | 14  |
| 8.  | Zagorac Kneginec     | 18  | 5    | 4    | 9    | 28   | 67   | 40  |
| 9.  | Metalac Ladanje      | 18  | 3    | 4    | 11   | 35   | 57   | 10  |
| 10. | Orač Petrijanec      | 18  | 3    | 2    | 13   | 20   | 66   | 8   |

- Ladanje danas podijeljeno na Donje Ladanje i Gornje Ladanje. "Metalac" (danas "Rudar 47") je iz Donjeg Ladanja

## Rezultatska križaljka
| kratica | klub                 | IVA | MAR | MET | MLA | ORAČ | POD | SLO | TRNJ | UDA | ZAG |
| --- | -------------------- | --- | --- | --- | --- | ---- | --- | --- | ---- | --- | --- |
| IVA | Ivančica Ivanec      |     |     |     |     |      |     |     |      |     |     |
| MAR | Marof (Novi Marof)   |     |     |     |     |      |     |     |      |     |     |
| MET | Metalac Ladanje      |     |     |     |     |      |     |     |      |     |     |
| MLA | Mladost Varaždin     |     |     |     |     |      |     |     |      |     |     |
| ORAČ | Orač Petrijanec      |     |     |     |     |      |     |     |      |     |     |
| POD | Podravina Ludbreg    |     |     |     |     |      |     |     |      |     |     |
| SLO | Sloboda Varaždin     |     |     |     |     |      |     |     |      |     |     |
| TRNJ | Trnje Trnovec        |     |     |     |     |      |     |     |      |     |     |
| UDA | Udarnik Kućan Gornji |     |     |     |     |      |     |     |      |     |     |
| ZAG | Zagorac Kneginec     |     |     |     |     |      |     |     |      |     |     |
| |                      |     |     |     |     |      |     |     |      |     |     |
| podebljan rezultat - utakmice od 1. do 9. kola (1. utakmica između klubova) rezultat normalne debljine - utakmice od 10. do 18. kola (2. utakmica između klubova) rezultat nakošen - nije vidljiv redoslijed odigravanja međusobnih utakmica iz dostupnih izvora rezultat smanjen * - iz dostupnih izvora nije uočljiv domaćin susreta prekrižen rezultat - poništena ili brisana utakmica p - utakmica prekinuta 3:0 p.f. / 0:3 p.f. - rezultat 3:0 bez borbe |                      |     |     |     |     |      |     |     |      |     |     |

 Izvori: 

## Za prvaka SNP Varaždin
Utakmice za prvaka Saveza nogometnog područja Varaždin:
| Sloboda Varaždin |  | – |  | Zagorac Krapina |  | 4:0, 2:3 |  |

Sloboda prvak SNP Varaždin
 Izvori: 

## Kvalifikacije za Zagrebačku zonu
| Sloboda Varaždin |  | – |  | Borac Nedelišće           |  | 6:1, 7:1            |  |
| Sloboda Varaždin |  | – |  | Vatrogasac Gornje Mekušje |  | 6:0, 3:0            |  |
| Sloboda Varaždin |  | – |  | Dubrava Zagreb            |  | 2:2, 2:2 (8:9 11 m) |  |

 Izvori: 

## Unutarnje poveznice
- Zagrebačka zona 1968./69.
- Područna liga NSP Karlovac – 1. razred 1968./69.